# Tidsfaktorøkonomi
Tidsfaktorøkonomi er et økonomiskt system, hvor skat i lighed med løn står i proportion til den tid, som et lønarbejde kræver. Dette forhold skiller tidsfaktorøkonomi fra de fleste andre økonomiske systemer, hvor andre faktorer end tidens gang ligger til grund for beregning af skat. Systemet er i den senere tid blevet beskrevet grundigt af den svenske opfinder Karl Gustafson, men allerede økonomen Silvio Gesell havde tanker på en tidsfaktorbaseret økonomi. 1976 leverede folkpartisten Anders Gernandt et forslag til Riksdagen om at indføre tidsskat.

## Baggrund
Tidsfaktorøkonomien udgår fra antagelserne, at de økonomiske systemer, som vi har i dag, grunder sig på forhold, der ikke er gunstige for alle, der må rette sig efter dem, samt at ulemperne ved disse systemer kunne ryddes væk, hvis økonomien var grundet på naturlovene. De uretfærdigheder, som dagens systemer fører med sig, ansees ifølge tidsfaktorøkonomiens principper komme an på at der i dag ikke er nogen faste regler for hvordan økonomien må administreres eller for hvordan tings værdi må afgøres. Tidsfaktorøkonomi erkender tiden som en objektiv konstant, hvis udstrækning ikke kan reguleres eller påvirkes af politiske beslutninger, og antager, at denne konstant er den mest retfærdige som grund for et økonomisk system.

## Mål og hensigt
Tidsfaktorøkonomien sigter mod at erstatte rentesystemet med afgifter for udførte arbejder; afgifter, der tælles i tid. I en tidsfaktorøkonomi kan kapital aldrig øge med tiden uden at en arbejdsindsats tilsvarende øgningen er blevet udført. Målet med tidsfaktorøkonomi er, at binde kapitalværdien ved en naturkonstant, på den samme måde som volumen og vægt i dag er bundet ved faste enheder. På denne måde ville juks och spekulation blive gjort sværere.

## Kritik mod tidsfaktorøkonomien
Tidsfaktorøkonomien er blevet kritiseret for at være alt for teoretisk for at fungere i virkeligheden; at den udgår fra, at alle skattepligtige har arbejde.